# オークション詐欺
オークション詐欺（オークションさぎ）とは、オークションにおける出品や落札後の商品受け渡し等の過程にて行われる詐欺。

## 概要
オークション形態をとった詐欺行為で、金銭を受け取りながら物品を渡さなかったり、オークションに出品した物とは別の物を渡す、あるいは金銭を払うつもりもないのに落札して物品を騙し取るなどの行為が挙げられる。また関係者（あるいは自作自演）内で不当に値段を吊り上げるサクラ行為やステルスマーケティング（ステマ）も問題視されるが、これは詐欺行為の証明が難しくもあり、オークション詐欺として取り沙汰されるケースは稀である。
日本においては、1990年代末から普及してきたインターネットオークションに関しての詐欺行為を指して使われることが多い。なお、ネットオークションでは取引実績や出品者の評価が履歴として公開されるため、自作自演で自己評価を吊り上げた事例は少なくない。この辺りはネットオークションシステム自体の、避け得ない問題点とみなされている。
ネットオークション詐欺被害者の補償制度を導入するオークションサイトがほとんどであるが、被害特定から補償までの手続きが煩雑であったり、あるいは被害認定が受けられない場合もあり、依然として自己防衛が必須である。被害にあった場合は、銀行振込であれば、取引相手が使用している振込先銀行のカスタマーセンターに詐欺被害に遭ったこと連絡し、口座凍結の依頼、警察に被害届を提出すること。

## オークション詐欺の手口
インターネットのオークションサイトでブランド品などを格安（最低価格1円 - ）で掲載し、落札者に偽名の口座に料金を振り込ませてお金を騙し取るなどがある。また、逆に商品を送ったのに代金が指定口座に振り込まれない場合も含まれる。
さらに、落札した商品を送料着払いで送りつけて来て、箱を開けてみたらとは全く別物だった場合もあり、相手に連絡しようとした時には代金が口座から引き落とされて既に逃走している。訴えられた場合「うっかり間違えた」と説明すれば刑事責任が問われない法律の盲点を突いている。
偽ブランド物を送ってくる場合も後を絶たず、これらでは出品者は「偽物とは知らなかった」などと言い張り、返却してくれと言われたので送り返すが、振り込んだ代金がいつまでも返金されず、そのうちに連絡が付かなくなり送付先の住所も移転してしまった後となり、追跡が不可能となるケースも報じられている。同様のケースとして、スペックの低いパソコンや品質に問題のあるジャンク品を送ってくるケースもあり、この場合オークション補償の対象外となり、同時に詐欺罪で警察署に被害届を提出しても民事不介入を理由に受理されないケースがある。
「人を欺いて財物を交付させた」（刑法246条１項）、あるいは「人を欺いて」「財産上不法の利益を得」た（刑法246条2項）と客観的に見なすことができれば、一度の行為でも詐欺罪が成立する。ただし、立証の困難を理由として訴追に至らないケースもあり得る。しかし同じ手口を何度も行った者が、逮捕された後に別件の詐欺で追起訴されたケースも少なからず存在する。
未送付詐欺
オークションサイトで最も一般的な詐欺。商品代金を振り込むが一向に商品が発送されず金銭を騙し取られる。評価を騙るために後述のID乗っ取り詐欺と併用されることも多い。発覚を遅らせるために偽の追跡番号を送付したり、連絡を絶つのではなく理由を付けて送付が遅れると「取引の意思」を示すことによって警察の介入を防ぐパターンも多々見られる。現在のところ、商品が発送されない場合は落札者側がキャンセルを申し立てられるオークションサイトが大半なので、この手の詐欺は減少している。
振り込んだ詐欺
金曜日や休日前日の夜間に振込を行ったとして商品の発送を要求する手口。出品側は入金が確認出来ないことを理由に発送を拒むが、支払証明書の画像などをタテに早急な発送を要望、相手を信じて発送するが、後日になっても料金は振り込まれてず商品を騙し取られるという手口。近年ではオンラインバンキングを利用し、支払い画面のキャプチャと称した偽装の画像を用いて発送の要求を行う場合もあり、注意が必要。根本的な対策は「振込が確認される､もしくはエスクロー業者より正式通知があるまで発送しない」に尽きる。現在では大半のオークションサイトにおいて銀行振込は禁止されているので、この手の詐欺は減少しているが、質問欄から直接取引を持ちかけた上で、国際送金の偽キャプチャ画像を見せてナイジェリアに送るように要求する事例は今でも存在する。
並行輸入品詐欺
主にDVD等の映像ソフトやゲームなどが対象になる。物自体は並行輸入品による正規品であるが、その旨を説明文に記載せず国内の正規品DVD-BOXであると誤認させ、差額をだまし取る手口。主に北米版やヨーロッパ版等が用いられ、リージョンが異なるためそのままでは再生すら行えないと行った自体に陥る場合もある。中には字幕が消せず、視聴に難がある場合も存在する。対策としてはその製品が日本国内で本当に流通しているのか、パッケージの違いなどは無いのか等、地道な確認が必要となる。海賊版とは異なるため警察へ被害届を提出することも難しく､下記偽ブランド品と異なり物自体は正規品であるため運営に届け出たとしても保障を受けることも難しい。また、パソコンパーツやスマホにも存在し、並行輸入品を国内流通品であるかのごとく販売する手口で、この場合、同梱の保証書は無効となり、保証期間内でも有償保証になる場合が大半である。また、スマホの場合、技適がないので、電源を入れると電波法違反に問われる場合もある。
偽ブランド品（海賊版）詐欺
主に有名ブランド品などを出品し、偽ブランド品を送付する手口。落札者が気づかないことを期待しての手口であるが、落札者から偽ブランド品だという苦情を受けても、「偽ブランド品とは知らなかった」「こちらも被害者である」などと主張すれば法的に詐欺罪に問うことが難しい、刑法上の盲点を付いて恒常的に詐欺行為を行っている。ファッション品や電子機器、時計やDVDなど対象ジャンルも多岐に渡り、商品説明欄の画像や説明文から偽物と特定することは困難が伴う。即決価格が小売価格の相場より異常に安く設定されている場合などは特に注意が求められる。
ID乗っ取り詐欺
パスワードを推測または違法な方法で入手し、IDそのものを乗っ取り出品するもの。過去にフィッシング詐欺やスパイウェアなどで盗まれたIDを使って出品しているため、急激に取引が増加したり、扱う内容が変化したりといった傾向が顕著だ。見分ける方法は過去の出品の文章や過去の履歴からIDの持ち主の嗜好を掴むことが有効で、またちょっとした評価の文章であるとかそういうところでも、自ずと人格はにじみ出るものであるため、過去の履歴を参照して、突然に出品傾向が変化していないか、あるいは別のIDでほとんど同じもの（紹介文が似通っているなど）が出品されていないかも注意すべき点に挙げられる。
成りすまし詐欺（次点詐欺）
IDを乗っ取ることなく、相手のメールアドレスあてに出品者を装ってメールし、自分の持つ口座に振り込ませて逃げる手口で、同様のケースで次点落札者を狙ったものもあり、「落札者辞退のため、あなたの落札に変更され」と称したメールは警戒すべきだ。このような事態を受け、ヤフオクでは落札者のIDとメールアドレス（ （落札者のID） @yahoo.co.jp）の表示を廃止し、非公開の掲示板形式「取引ナビ」に切り替えたため、現在では被害にあうことはない。
返品詐欺（すり替え詐欺）
主にメルカリで横行している新種の詐欺。送られてきた商品にクレームを付け、まったく別の品物を送り返す、電子記録媒体を違法にコピーした後に傷を付けて返品する、状態の悪い同じ商品と取り替えて返品するなど、メルカリ事務局が取引に積極介入するポリシーを悪用する。またパソコン、スマートフォン等の電子機器の部品、バッテリーを故障品、劣化品とすり替え、初期不良と偽り部品単位で騙し取る手口も存在する。本体のシリアル番号は変わらず、被害者がメーカーに修理を依頼しない限り発覚することもないことから型落ち、メーカー保障切れ製品がターゲットとなりやすい。
取り込み詐欺（先送り詐欺）
商品代金の支払いを渋り、「先に現物を確認したい」「詐欺に会いたくない」などといった文言を駆使し、物品を先送りさせるがその後振り込みが一向に行われない手口。
取り込み詐欺にも記載されるように本来は企業相手に行われる大規模な詐欺行為を指していたが､インターネット通販やオークションが一般化するにつれて近年では一般人を標的として行われる行為全般を指す場合がある｡
安心させるため、商品代金の一部（半額程度）を先払いし、その後の振込みが行われないものも含む。代金の一部でも支払われている場合、基本的にシステムによる補償対象外となり、警察に届出をしても一部代金は支払われていることから被害届の提出も困難となる。対応策は、内容証明郵便を送付による請求、それでも支払われない場合は訴訟を起こす以外存在しない。
エスクロー決済詐欺（決済逃れ）
取り込み詐欺の一種。オークションサイトの決済システムを利用し、決済が行われた旨のメールを元に商品の発送を要求、商品受け取り後に決済がキャンセルされ、代金が支払われない手口。
エスクローサービス（ヤフオクのかんたん決済、モバオクのモバペイ、メルカリの決済システムなど）を利用し、決済が行われたかのように誤認させた上で商品を発送させ、受け取った後に音信不通となる。
この手の詐欺の大半は偽造クレジットカードや盗難クレジットカードやフィッシングで入手した不正なクレジットカードが使われ、元の利用者がチャージバックを申し立てている場合が大半である。
エスクローサービスからの通知はあくまでも「登録通知」であり、決済が確約されていないことを十分理解すること。
後日、エスクローサービスからのキャンセル通知で被害に会った事に気づく場合が多く、その段階で相手は音信不通になっていることが大半。
オークションサイトに補償を申請しても利用規約を盾に補償を受けられない場合もある。
本手口による詐欺行為が横行したため､2017年現在では大半のオークションサイト､フリマサイトで決済が完了した段階で初めて出品者へ通知が行われる形となっている｡
ただし、ヤフオクのように、決済完了後でもチャージバックを申し立てられた場合は、出品者に決済代金全額を支払ってもらうと利用規約に記載している場合もあるため、注意が必要である。
この種の詐欺については闇バイトを募集して行われた事があり、過去には逮捕者も出ている。
送料詐欺
商品を1円～で出品し、1000円程度の送料で済む商品に対し、数万円の送料を請求する詐欺。
現在のところ、送料別での出品が可能かつ、具体的な発送方法の記載が必須でないヤフオクでか発生していない。
無在庫出品と併用されることが多い。
ペーパーカンパニー詐欺
eBayなどでよく見られる詐欺。
出品者が架空のエスクロー会社や運送会社を作り、代金を騙し取る。
エスクローの場合、エスクロー会社に支払ったが、商品が送られず、その会社とも連絡が取れず、詐欺と発覚する。
運送会社の場合、追跡が全く動かず、商品も送られず、運送会社とも連絡が取れず、詐欺と発覚する。
日本のネットオークションではあり得ないような大掛かりな詐欺だが、eBayでは存在する詐欺の一種。
チャージバック詐欺
ebayでよく見られる詐欺。
PayPalに対し、「商品が届いていない」「中身が空箱だった」「違う商品が届いた」などというクレームを申し立て、支払った代金をチャージバックさせる詐欺。
メルカリでも、メルカリ事務局に対し、上記のようなクレームを申し立て、商品もお金も取り込もうとする詐欺が横行している。
前述のすり替え詐欺と併用されることも多い。
空箱詐欺
空箱の出品なのに、タイトルや説明文に「空箱」と記載されていない、もしくは曖昧な説明文を使って空箱である事をぼかし、落札後に空箱のみ送る詐欺。
高額な商品で横行している。
フィッシング詐欺
個人情報更新のお願いなどと称してオークションサイトになりすますメールを送り、偽サイトに誘導、偽サイトでクレジットカードなどの情報を入力させる詐欺。
オークションに限らず様々なインターネットサービスで横行している。
代金引換郵便詐欺
日本郵便の代金引換で価値の無いものを送って代金を騙し取る詐欺。
かつてはオークションでも存在したが、今はオークションサイト公式の決済サービス以外の支払方法を用いることを禁止しているサイトがほとんどなので被害にあうことはないが、購入者の個人情報が販売者に伝わるAmazonマーケットプレイスでは多発している。

## 詐欺の見極め
過去の取引実績を確認するのは当然だが、また古物（中古品）を専門に扱う業者の場合は、古物商の登録を確認した方が良い。
人気のある有名なブランド品のバッグなどやゲーム機器、入手の難しいゲームソフトなど通常出品に比べて儲けなしに安い場合が多い。市場価格より極端に安いのはわけがあり、相手に欲しいと思わせるインパクトが強烈に働くこと、商品の希少性を知っているので、余計に「これを逃したらもう手に入らない」と落札者に思わせるための芝居であると考えられる。
このような詐欺事例では、実際の商品が事業者の手元にないため、商品写真がメーカーのカタログやWebサイトなどからの無断転載である傾向がみられる。実際の商品写真掲載がない場合は、単にメーカーからカタログ用写真の提供を受けている場合もあるが、そういった直の取引があるようにも見えない場合などは、何か裏があると思ったほうがよい。ただ、実際の商品（ブランド品など）を持っていながら別の商品（コピー商品）を送り付けてきたケースもあるため、商品の写真や画像の有無はあまり参考にはならない。また、商品の発送前には可能な限り現物の写真、シリアル番号を手元に残しておき、トラブルの際には返品を受け付ける前に手元にある写真と見比べる事も重要となる。
今までで詐欺出品だったもののケース
腕時計・金券類・携帯電話・パソコン・プリンター等周辺機器・プラズマテレビなど家電製品（娯楽家電）・白物家電・化粧品・ダイエット食品・パチンコ台・乗用車（バイクを含む）・DVD・限定もののフィギュア・カーナビなど。また、オンラインゲームの発展につれ、ゲーム内のアイテムを現金で売買するRMTでのトラブルもしばしば聞かれるようになった。
落札者からの代金を基に商品を購入し発送するなどの自転車操業状態の業者が、資金的に焦げ付きを起こして頓挫、結果的に詐欺行為で告発されるケースもある。このケースではあきらめる落札者も存在すると見られている。
さらに上記にある、手っ取り早い方法としてID乗っ取り詐欺、成りすまし詐欺が増えているので、過去の出品や落札物などから出品・落札傾向が変わっていないことを確認してから取引することが大事だ。

### 支払いと引き換え方法
- 商品ページ記載の物以外に発送前に商品の写真、動画を撮影して正常性を手元に残しておく（すり替え詐欺対策）
- 製造番号、購入履歴などは写真/動画などで手元に残しておく
- 初期不良については十分留意し、安易な返品は受け付けない（返品詐欺対策）
- 初期不良、郵送事故などで返品対応を行う際でも相手より返送を待ち、間違いなく同一品であることを確認して対応する
- 手付金のみを支払うなどの発言を鵜呑みにした安易な先送り、分割払いには応じない（取り込み詐欺対策）
- 代金は全額が口座に振り込まれたことを確認して発送を行う（エスクロー詐欺対策）
- 評価のみを参考にして対応を行わない（ID乗っ取り詐欺、自演評価対策）
- 振込みにはシステムにて補償のある振込み方法を選択する
- トラブル口座リスト、運営による告知リストをよく確認する
- オークションサイトが出品者の本人の口座と確認している振込み口座であること（代理出品、結婚などによる改姓前の旧口座名義などの可能性は十分留意する）
- 出品者が法人の場合は特定商取引法（旧訪問販売法）に基づく表記があるか確認をする

ただし、代金引換で中身を確認してから代金を支払うことはできないので、注意が必要だ。

### 情報の偽装
連絡先は携帯電話の場合が多く、所有者の足が付き難いプリペイド式携帯電話や本人確認書類の提出が不要なプリペイドSIM、公衆無線LANを使用している。
メールアドレスはVPNなどでIPアドレスやリモートホストを偽装し、複数のメールサーバを中継することで証拠を残さないため、追跡や本人の特定が難しい。メールの送信場所は、本人確認が行われず犯人の特定がされにくい街中のインターネットができるマンガ喫茶・無線LANなどから送られてくる場合が多い。過去の事例ではパソコンショップ店頭の展示パソコンや公共施設に設置されているインターネットパソコンから操作していたケースもある。